# PepperMill Casino
PepperMill Casino est un opérateur belge spécialisé dans les jeux de hasard. En Belgique, l’entreprise gère cinq salles de jeux localisées à Genk, Hoevenzavel, Leopoldsburg, Hasselt et Maasmechelen. Elle exploite également deux casinos aux Pays-Bas, précisément à Sluis et Heerlen. Le siège social de l'entreprise se trouve à Genk.

## Belgique
Les cinq salles de jeux de PepperMill Casino étaient précédemment connu sous le nom de 'Seven Centers', qui comptaient 22 salles de casino en Belgique à son apogée. En 2022, ces salles ont été renommées "PepperMill Casino".  
En juillet 2022, l'entreprise a lancé son site en ligne après avoir obtenu une licence B+ de la Commission des jeux de hasard belge. 

## Pays-Bas
Depuis 2015, le groupe PepperMill Casino est actif aux Pays-Bas, ayant ouvert un casino à Sluis, puis un second à Heerlen en 2016, dans une ancienne discothèque renommée.   
En 2022, le groupe a été récompensé par le prix du public du "Meilleur casino des Pays-Bas" par OneTime.nl. 

## Activités
Le casino est actif à la fois en Belgique et aux Pays-Bas, avec plusieurs emplacements dans chaque pays. En Belgique, PepperMill Casino détient des licences B-3864 et B+3864 de la Commission belge des jeux de hasard. L'entreprise a démarré son activité en ligne en Belgique en 2022.

## Jeu Responsable
En termes de responsabilité sociale, PepperMill Casino a mis en place des mesures pour prévenir la dépendance au jeu. La licence B+ octroyée par la Commission des Jeux de Hasard garantit la sécurité des utilisateurs. Le casino en ligne dispose d'un service client composé de personnel licencié spécialisé dans la prévention de l'addiction aux jeux.

## Sponsoring
En janvier 2023, PepperMill est devenu sponsor du club de football belge KRC Genk. Cette collaboration implique dans divers projets communautaires avec le club.
En août 2023, PepperMill conclut un contrat avec le club de K. Patro Eisden Maasmechelen pour en devenir le sponsor principal pour la saison 2023-2024 de la Challenger Pro League. 